# وزارة الصناعة الدفاعية (أذربيجان)
وزارة الصناعة الدفاعية جمهورية أذربيجان (بالأذرية: Azərbaycan Respublikası Müdafiə Sənayesi Nazirliyi) هي هيئة تنفيذية مركزية تنفذ سياسة الدولة وتنظيمها في مجالات الدفاع والالكترونيات الراديوية وصناعات الأجهزة. وزير الصناعة الدفاعية جمهورية أذربيجان هو مدات قلوييف.

## تاريخ الوزارة
بموجب مرسوم لرئيس جمهورية أذربيجان المؤرخ 16 ديسمبر 2005 ألغيت اللجنة الحكومية المتخصصة للهندسة والتحويل في جمهورية أذربيجان و تم إنشاء وزارة الدفاع صناعة أذربيجان وفقًا للوائح المعتمدة لتحسين هيكل الإدارة العامة في قاعدتها. 14 كانون الثاني (يناير) 2019 تم تأسيس شركة «أذرسيللاح» المساهمة المفتوحة على أساس وزارة الصناعة الدفاعية بجمهورية أذربيجان.
ويرأس الوزارة كولونيل عام مدات قلوييف منذ 20 يونيو سنة 2019.

## قيادة
الوزير - كولونيل عام مدات قلوييف

### نواب
- يحيى موساييف
- توفيق رافييف